# Максимовка (Сафакулевський округ)
Макси́мовка (рос. Максимовка) — присілок у складі Сафакулевського округу Курганської області, Росія.
Населення — 93 особи (2010, 148 у 2002).
Національний склад станом на 2002 рік:
- башкири — 54 %
- татари — 38 %